# FC Gifu

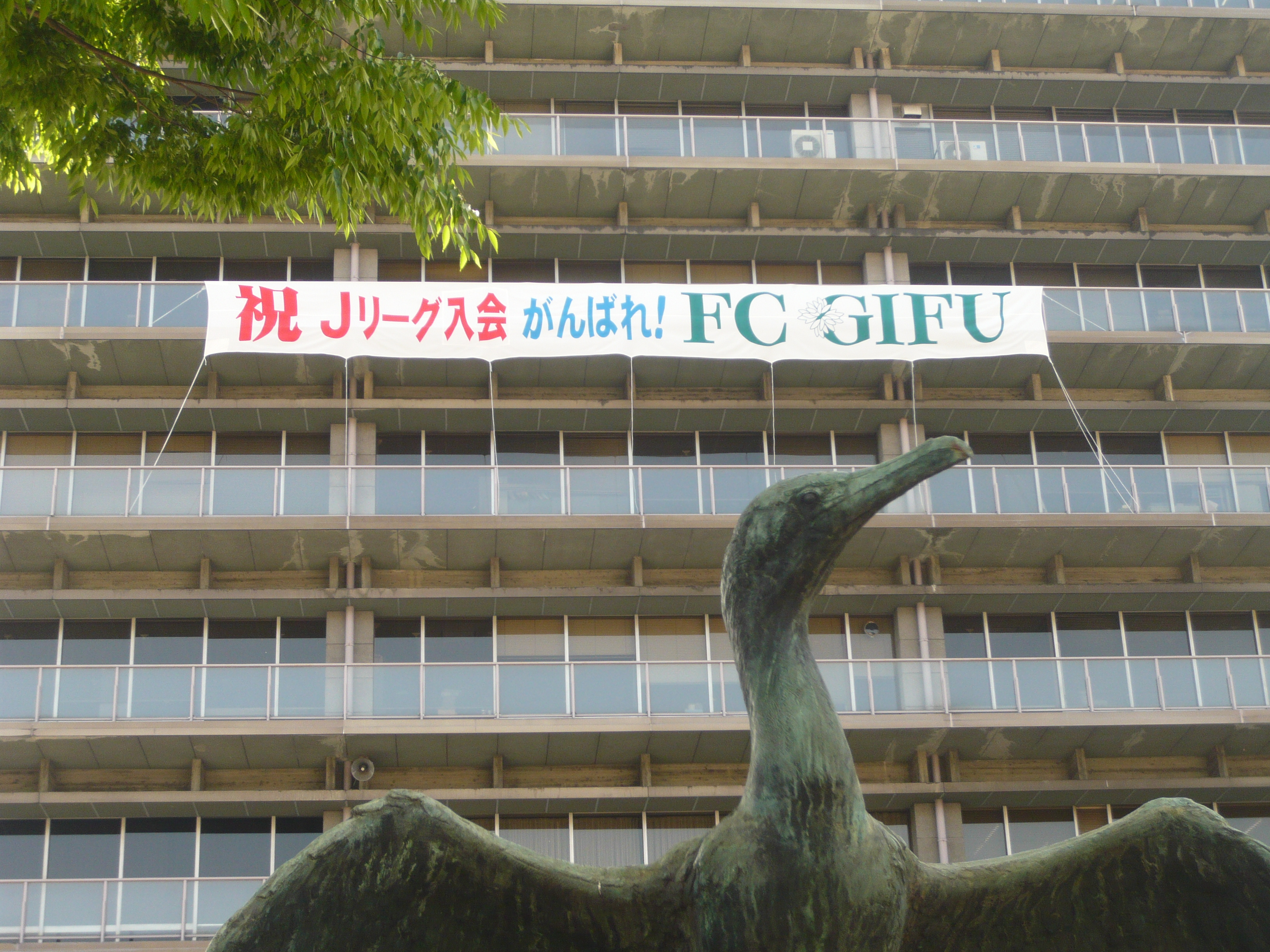
Aanmoediging voor de club op het stadhuis van Gifu

F.C. Gifu (Japans: FC岐阜, Efu Shī Gifu) is een Japanse club die uitkomt in de J-League 3. De club heeft haar thuisbasis in de prefectuur Gifu.

## Geschiedenis
Gifu Stickleback is een onbeduidende club als professioneel voetballer Yasuyuki Moriyama besluit zijn intrede te doen bij de club. Het doel is om een club op te richten die als alternatief voor Nagoya Grampus Eight kan dienen. Moriyama weet door de jaren heen steeds meer ex-profvoetballers warm te maken voor Gifu en jaar na jaar promoveert de club. In 2007 worden de promotiewedstrijden naar de J-League 2 gewonnen en zodoende mag de club voor het eerst in haar historie profvoetbal spelen dit seizoen. Tussen de jaren door veranderde de club haar naam naar het huidige FC Gifu.